# Roy Chipolina
Roy Chipolina (* 20. Januar 1983 in Gibraltar) ist ein gibraltarischer ehemaliger Fußball- und Futsalspieler.

## Karriere

### Verein
Chipolina startete seine Seniorenkarriere 2000 mit dem Lynx FC, es folgte im Sommer 2006 dann der Wechsel zum Ligarivalen Lincoln Red Imps. Mit dem Klub gewann er bis 2016 zehnmal in Folge die gibraltarische Meisterschaft, bis 2023 insgesamt 15 mal. Mit über 150 Einsätzen steht er in der Liste der Rekordspieler der Lincoln Red Imps auf Rang drei.

### Nationalmannschaft
Chipolina absolvierte sein erstes offizielles UEFA-Länderspiel für die gibraltarische Fußballnationalmannschaft am 19. November 2013 beim 0:0 im portugiesischen Faro gegen die Slowakei. Er spielt auf internationaler Ebene seit 2001 für Gibraltar und nahm im Alter von 17 Jahren an seinen ersten Island Games im Juli 2001 teil. Es folgten zwischen 2003 und 2013 weitere Teilnahmen an den Island Games. Beim Turnier 2007 führte er die gibraltarische Auswahl nach dem Sieg im Finale gegen Rhodos zur Goldmedaille im Fußballwettbewerb. Am 1. März 2014 erzielte er im Spiel gegen die Färöer das erste offizielle Tor seiner Nationalmannschaft. Er ist nach Liam Walker der Spieler mit den zweitmeisten Spielen für die gibraltarische Nationalmannschaft.

### Erfolge
- Goldmedaille bei den Island Games 2007

## Futsalkarriere
Im Januar 2013 spielte er mit Gibraltar die Vorrunde der Futsal-Europameisterschaft 2014, schied aber nach zwei deutlichen Niederlagen und einem Sieg über San Marino mit seinem Team aus.

## Privates
Sein Cousin Joseph Chipolina ist ebenfalls als Fußballer in Gibraltar aktiv.